# 3720 Hokkaido
För andra betydelser, se Hokkaido (olika betydelser).
3720 Hokkaido eller 1987 UR1 är en asteroid i huvudbältet som upptäcktes den 28 oktober 1987 av de båda japanska astronomerna Seiji Ueda och Hiroshi Kaneda i Kushiro. Den är uppkallad efter den japanska ön Hokkaido.
Asteroiden har en diameter på ungefär 4 kilometer och den tillhör asteroidgruppen Vesta.